# Crataegus chlorosarca
Crataegus chlorosarca es una especie de arbusto perteneciente a la familia de las rosáceas. Se encuentra en Asia.

## Descripción
Es un arbusto o pequeño árbol que alcanza un tamaño de 6 m de altura, por lo general con pocas espinas de 1-1,5 cm. Las ramitas de color marrón violáceo cuando son jóvenes, de color marrón amarillento cuando son viejas, cilíndricas, glabras; los brotes púrpura marrón, de forma triangular-ovoide, glabros. Estípulas falcadas, de 5-8 mm, membranosas; la lámina triangular-ovadas a ampliamente ovadas, de 5-9 × 3-5 cm, ambas superficies pubescentes, base anchamente cuneada o redondeada, el margen agudamente aserrado, generalmente con 3-5 pares de lóbulos irregulares, el ápice agudo o cortamente acuminado. La inflorescencia en forma de corimbo de 2-3.5 cm de diámetro, con  algunas flores; brácteas caducas, lanceoladas, membranosas.  Flores de 1-1.2 cm de diámetro. Hipanto campanulado, envés glabro. Sépalos triangular-lanceolados, de 2-3 mm. Pétalos blancos, suborbiculares, de 5-7 × 4-5 mm. Estambres 20. El fruto es una pepita roja cuando está inmaduro, negra al madurar con pulpa verde, subglobosa, glabra, los sépalos persistentess. Fl. junio-julio, fr. agosto-septiembre.

## Distribución
Es cultivado en Liaoning en China, nativo de Japón y Rusia (Kamchatka, Sajalín). Aunque es recomendable como planta ornamental en los climas duros y fríos, es raramente cultivada.

## Taxonomía
Crataegus chlorosarca fue descrita por Carl Maximowicz y publicado en Bulletin de la Société Impériale des Naturalistes de Moscou 54(1): 20, en el año 1879.
Sinonimia
- Crataegus atrocarpa E. L. Wolf
- Crataegus mandshurica hort. ex Maxim.